# Бабад
Баба́д — прізвище династії рабинів у місті Тернополі.
- Йошуа-Гешель Бабад,
- Йозеф Бабад,
- Менахем-Моніш Бабад (19 ст.) — автори теологічних творів-коментарів до Старого Завіту, широко відомих у єврейських релігійних колах.

Герш Бабад працював учителем юдаїзму Третьої державної гімназії в Тернополі.